# Fruitvale (Colorado)
Fruitvale é uma Região censo-designada localizada no estado americano de Colorado, no Condado de Mesa.

## Demografia
Segundo o censo americano de 2000, a sua população era de 6936 habitantes.

## Geografia
De acordo com o United States Census Bureau tem uma área de 8,0 km², dos quais 8,0 km² cobertos por terra e 0,0 km² cobertos por água.

## Localidades na vizinhança
O diagrama seguinte representa as localidades num raio de 24 km ao redor de Fruitvale.